# Parque de Esculturas Subaquáticas Molinere
O Parque de Esculturas Subaquáticas Molinere (em inglêsː Molinere Underwater Sculpture Park) é um parque com uma coleção de esculturas contemporâneas e ecológicas, submersas na costa caribenha de Granada, na Reserva Marinha Molinere Beauséjour, situada na Baía de Molinere. É o primeiro parque subaquático do mundo, e é considerado uma das 25 Maravilhas do Mundo pela National Geographic. O parque foi criado pelo escultor britânico Jason deCaires Taylor e inaugurado no ano de 2006.

## História
A passagem do furacão Ivan, em 2004, destruiu muitos dos recifes de corais de Granada. Jason deCaires Taylor, que é escultor e ambientalista, decidiu criar o parque subaquático para ajudar na recuperação da fauna e flora marinha da Baía de Molinere. E a ajudar a diminuir a frequência de turistas e mergulhadores nos recifes naturais sobreviventes. E no ano de 2006, inaugura o parque.
Em 2021, o parque passa por uma restauração, que envolve reparos, limpezas, remoção de algumas esculturas e realocação de outras.

## Construção
As esculturas são feitas na superfície e depois são lavadas para retirar qualquer resquício químico. São transportadas até o mar, em plataformas de elevação para evitar danos, e cuidadosamente submersas. O local escolhido para a instalação do parque foi autorizado pelo Ministério do Turismo de Granada e do Ministério da Agricultura, Florestas e Pescas.
Taylor utilizou materiais de pH neutro, como o concreto e aço, para confeccionar as esculturas; usou cimento de longa duração para construir superfícies texturizadas, estáveis e permanentes, que facilita a fixação de pólipos de corais, promovendo o crescimento da vida marinha no entorno. As esculturas estão localizadas a partir de 3 metros de profundidade, e as esculturas individuais foram aparafusadas ao fundo do mar, para evitar a possibilidade de flutuarem.

## Esculturas notáveis

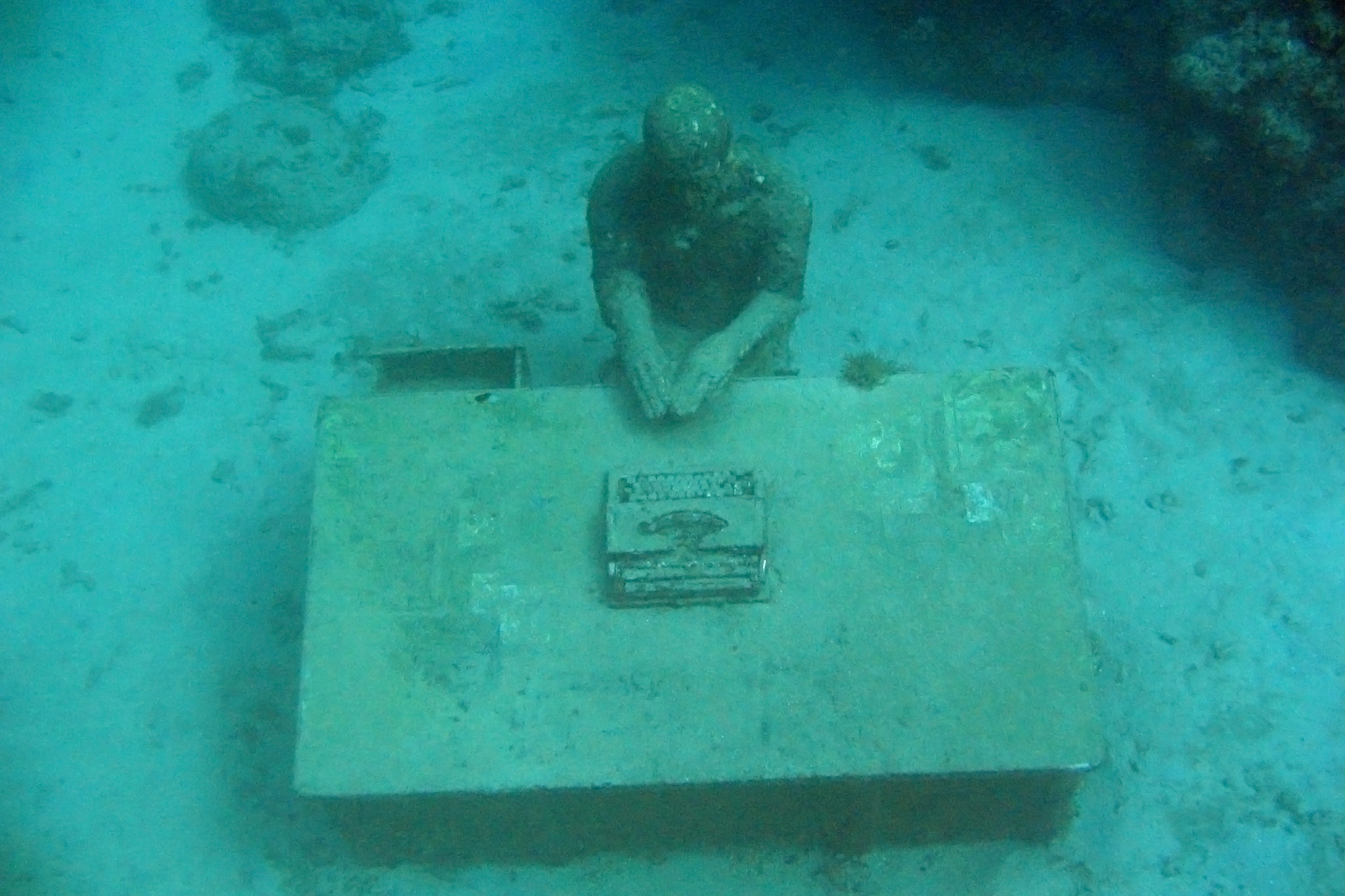
Escultura "O Correspondente Perdido"

A escultura "Vicissitudes" foi instalada a 5 metros de profundidade, em 2007, e é a escultura mais famosa do parque. Retrata, em tamanho real, 26 crianças de diversas etnias, de mãos dadas formando um círculo, viradas para o oceano. Segundo o artista, a escultura simboliza a unidade e resiliência. "O Cristo das Profundezas" é uma réplica da escultura encontrada no porto de St. George. "Grace Reef" foi instalado no ano de 2008, a 4 metros de profundidade, em uma região arenosa. Apresenta 16 figuras femininas fundidas, em concreto, a uma escultura de uma mulher granadina. "O Correspondente Perdido" foi instalado a 7 metros de profundidade, com um barranco natural do recife em seu entorno. A escultura apresenta um homem trabalhando em uma máquina de escrever sobre uma escrivaninha coberta com recortes de jornais históricos. "Faces TAMCC" apresenta uma série de rostos em tamanho real, de diversas etnias e com expressões faciais diferentes. Foi instalada na fenda de uma grande pedra de coral.
Os "Petróglifos Ameríndios" são 14 esculturas criadas pelo artesão local Troy Lewis. As esculturas foram feitas com concreto armado e apresentam figuras de petroglifos e esculturas cerimoniais feitas pelas primeiras tribos ameríndias. A maior escultura é a figura de um Zemi, com 3 metros de altura.